# Mark Buckingham (triatleta)
Mark Buckingham (1985) es un deportista británico que compite en triatlón y duatlón.
Ganó una medalla de bronce en el Campeonato Mundial de Triatlón por Relevos Mixtos de 2015 y tres medallas de bronce en el Campeonato Mundial de Duatlón entre los años 2015 y 2018.

## Palmarés internacional
| Campeonato Mundial por Relevos Mixtos | Campeonato Mundial por Relevos Mixtos | Campeonato Mundial por Relevos Mixtos | Campeonato Mundial por Relevos Mixtos |
| Año                                   | Lugar                                 | Medalla                               | Prueba                                |
| ------------------------------------- | ------------------------------------- | ------------------------------------- | ------------------------------------- |
| 2015                                  | Hamburgo (Alemania)                   | Medalla de bronce                     | Relevo mixto                          |

| Campeonato Mundial | Campeonato Mundial   | Campeonato Mundial | Campeonato Mundial |
| Año                | Lugar                | Medalla            | Prueba             |
| ------------------ | -------------------- | ------------------ | ------------------ |
| 2015               | Adelaida (Australia) | Medalla de bronce  | Individual         |
| 2017               | Penticton (Canadá)   | Medalla de bronce  | Individual         |
| 2018               | Fionia (Dinamarca)   | Medalla de bronce  | Individual         |